# Ürmössy Lajos
Musnai Ürmössy Lajos (Kolozsvár, 1851. január 24. – 1915. május 2.) hírlapíró.

## Élete
Miután jogot végzett, az 1870-es években a hírlapírói pályára lépett a Kelet Népénél. Cikkei nagyobbrészt az erdélyi lapokban jelentek meg.

## Újságcikkei
Ellenzék (1888. 273-274. sz. Irodalmi élet az 50-es években Erdélyben); Fővárosi Lapok (1889. 57. sz. A kolozsvári színház régen és most); Erdélyi Hiradó (1890. 62., 64. sz. A szláv nyelv és irodalom egysége, 70. sz. Prielle Kornélia, 287. Irodalmunk bajai, 1892. 90-92. sz. A tót irodalom, 1895. 258. A kereszténység befolyása a képzőművészetre); Nemzet (1897. 108. Az első magyar hirlap, 322. Könyvtáraink, 211. A Petőfi-szobor leleplezése, 1898. 84. Királyaink arczképei), M. Hírlap (1897. 95. A régi hazai lapok, 1904. A kolozsvári színház, 1905. 213. Mikó Imre gróf, 1906. 50. Prielle Kornelia, 71. A magyar sajtó 100. évfordulója), Erdélyi Múzeum (1897. Irodalom az 50-es években, A magyar hirlapirodalom kezdete Erdélyben), Székely Nemzet (1899. 125. A köznép babonái, 33. A hirlapok régente, 25. A hirlapirodalom Erdélyben, 118. Köszönések, 1901. 26-28. A honfoglaló magyarok kulturája, 1902. 84. Prielle Kornelia, 1904. 69. Jókai Erdélyben), Ellenzék (1898. 3. Brassai születése és tanárrá neveztetése), Irodalomtörténeti Közlemények (1898. Kemény Zsigmond publicistikai munkálkodása Erdélyben), Beszterce (1901. 23. sz. A modern templomépítészet Szent István alatt) sat.

## Munkái
1. Az erdélyi nemzetiségek. Kolozsvár, 1885.
2. Tizenhét év Erdély történetéből. 1849. július 19-től 1866. április 17-ig. uo., 1887–1894. Két kötet.
3. Kolozsvár kereskedelme és ipara története. uo., 1898. Online
4. Erdély irányadó lapja az 1830–40-es években. uo., 1907.
5. Kéziratban: Az egységes magyar nemzeti állam kiépítése.